# Костромские епархиальные ведомости
Костромские епархиальные ведомости — официальная газета Костромской епархии, издававшаяся в Костроме в 1885—1917 годах.

## История
Издавалась с 1885 по январь 1886 — еженедельно, с 1887 по 1917 — два раза в месяц.
В июне 1917 года «Костромские епархиальные ведомости» были преобразованы в «Костромской церковно-общественный вестник. Журнал для духовенства и мирян Костромской епархии», закрытый в 1918 году.
В 2020 году выполнен полный комплект указателей содержания газеты.

## Редакторы
- 1885—1886 — священник Гусев С. Н.
- 1887—1890 — архимандрит Сергий, преподаватель семинарии Строев В. И.
- 1890—1896 — архимандрит Менандр, преподаватель семинарии Строев В. И.
- 1897—1902 — протоиерей Сырцов И. Я., преподаватель семинарии Строев В. И.
- 1903—1905 — протоиерей Щеглов И., преподаватель семинарии Строев В. И.
- 1905—1906 — архимандрит Николай, преподаватель семинарии Строев В. И.
- 1907—1917 — протоиерей Чекан В. Г., преподаватель семинарии Строев В. И.